# Gods of Violence
Gods of Violence četrnaesti je studijski album njemačkog thrash metal sastava Kreator, objavljen 27. siječnja 2017. godine. Ovo je prvi album sastava nakon skoro pet godina od objave posljednjeg albuma Phantom Antichrist, označavajući time najdulju stanku između objava albuma u karijeri grupe. Videospot za naslovnu pjesmu bio je objavljen 18. studenog 2016. godine. Posebne inačice albuma bile su objavljene zajedno s bonus Blu-rayem/DVD-om s Kreatorovog nastupa na Wackenu 2014. godine.

## Kritike i uspjesi
Gods of Violence primio je uglavnom pozitivne kritike nakon objave. U recenziji za All About the Rock, Fraser Wilson je napisao: "Ovim je albumom Kreator uistinu stvorio komadić zvučnog savršenstva. Thrash je možda rođen u zaljevskom području San Francisca, ali je usavršen u Essenu."
Gods of Violence popeo se na prvo mjesto njemačkih ljestvica te je tako postao prvi Kreatorov album kojim je grupa ostvarila taj uspjeh u 32 godine svog postojanja.

## Popis pjesama
Tekstovi: Mille Petrozza, osim gdje je naznačeno drugačije. 
| 1.    | »Apocalypticon«          |                          | 1:06 |
| 2.    | »World War Now«          |                          | 4:28 |
| 3.    | »Satan Is Real«          | Petrozza, Dagobert Jäger | 4:38 |
| 4.    | »Totalitarian Terror«    |                          | 4:45 |
| 5.    | »Gods of Violence«       |                          | 5:51 |
| 6.    | »Army of Storms«         |                          | 5:09 |
| 7.    | »Hail to the Hordes«     |                          | 4:02 |
| 8.    | »Lion with Eagle Wings«  |                          | 5:22 |
| 9.    | »Fallen Brother«         | Petrozza, Jäger          | 4:37 |
| 10.   | »Side by Side«           |                          | 4:19 |
| 11.   | »Death Becomes My Light« |                          | 7:26 |
| 51:43 |                          |                          |      |

| Bonus pjesma s japanske inačice | Bonus pjesma s japanske inačice | Bonus pjesma s japanske inačice | Bonus pjesma s japanske inačice | Bonus pjesma s japanske inačice | Bonus pjesma s japanske inačice | Bonus pjesma s japanske inačice | Bonus pjesma s japanske inačice | Bonus pjesma s japanske inačice | Bonus pjesma s japanske inačice |
| Br.                             | Skladba                         | Trajanje                        |                                 |                                 |                                 |                                 |                                 |                                 |                                 |
| ------------------------------- | ------------------------------- | ------------------------------- | ------------------------------- | ------------------------------- | ------------------------------- | ------------------------------- | ------------------------------- | ------------------------------- | ------------------------------- |
| 12.                             | »Earth Under the Sword«         | 3:32                            |                                 |                                 |                                 |                                 |                                 |                                 |                                 |
| 55:15                           |                                 |                                 |                                 |                                 |                                 |                                 |                                 |                                 |                                 |

## Zasluge
| Kreator - Mille Petrozza — vokali, gitara - Sami Yli-Sirniö — gitara - Christian Giesler — bas-gitara - Ventor — bubnjevi Dodatni glazbenici - Boris Pfeiffer — gajde (na "Hail to the Hordes") - Tekla-Li Wadensten — harfa (na "Gods of Violence") - Dagobert Jäger — dodatni vokali (na "Fallen Brother") - Francesco Paoli — aranžman orkestra - Francesco Ferrini — aranžman orkestra - Ronny Milianowicz — zborski vokali, snimanje zborskih vokala - Björn Kromm — zborski vokali - Jens Bogren — zborski vokali, produkcija, snimanje, miksanje - Mattias Lövdahl — zborski vokali - Henrik "Hea" Andersson — zborski vokali | Ostalo osoblje - Tony Lindgren — mastering - Jan Meininghaus — naslovnica, ilustracije - David Castillo — inženjer zvuka - Erik Mjörnell — inženjer zvuka - Linus Corneliusson — miksanje, uređivanje - Christoffer Wadensten — inženjer zvuka harfe Studiji - Fascination Street Studios, Švedska – produkcija, snimanje, miksanje, mastering - Studio Seven, Örebro, Švedska – snimanje (samo zbor) - Nemesis Studios, Njemačka – predprodukcija - Level 3 – predprodukcija - Hertzwerk, Hamburg, Njemačka – mastering |